# Марія далле Карчері
Марія далле Карчері (італ. Maria dalle Carceri; д/н —1323/1328) — триарх 1/6 центрального Негропонте в 1280—1323 роках.

## Життєпис
Походила з веронського шляхетського роду далле Карчері. Донька Каетано, триарха 1/6 центрального Негропонте (разом з братом Гарпоццо і родичем Боніфацієм да Верона). 1278 року родину було вигнано з острова візантійськими військами Лікаріо. 1280 року помер батько Марії й вона номінально отримала частину триархії. Але лише 1294 року її стрийку вдалося повернути родинні землі. Втім фактично до 1300 року ними керував Граппоцо далле Карчері.
Сама Марія мешкала при дворі афінських герцогів. БЛизько 1307 року було влаштовано її шлюб з Альберто Палавічині, маркізом Бодоніци. До 1311 року вони разом керували триархією Негропонте, частково їм допомагав Боніфацій да Верона. 1311 року в битві при Кефісі герцог Готьє I зазнав поразки від Каталонської компанії (загону найманців) чолвоік Марії загинув, а «каталонці» захопили Афінське герцогство. Марія далле Карчері звернулася до Венеції за захистом. Венеційці запропонували їй Андреа Корнаро, венеційського аристократа з Криту, в якості чоловіка. Весілля відбулося у 1312 році Після цього Корнаро фактично став керувати володіннями Марії.
1317 року Альфонсо Фадріке, генерал-капітан Афінського герцогства, вигнав Марію далле Карчері та її чоловіка з триархії. Наслідком цього стала війна Альфонсо Фадріке з венеційцями, на боці яких воював Корнаро. У 1319 році Венеція уклала з Арагонським королівством мирний договір, в який включила і маркізат Бодоніца. Згідно з ним Марія і Андреа визнавали своїм сюзереном Афінського герцога в особі генерал-капітана і зобов'язалися щорічно сплачувати данину в розмірі 4 екіпірованих коней.
Але невдовзі володіння в Негропонте захопив П'єро далле Карчері. Війну з ним вів вже чоловік Марії. Вона померла на початку 1323 року. Маркізат Бодоніца дістався Андреа Корнаро й доньці Марії — і Гульмельмі Паллавічині.